# The Afters
The Afters é uma banda cristã de rock dos Estados Unidos, criada por Joshua Havens e Matt Fuqua. Havens e Fuqua trabalhavam juntos em um café Starbucks em Mesquiste, Texas, onde tocavam para clientes, antes de decidirem formar a banda. Os dois adicionaram à formação Brad Wigg e Marc Dodd, que também eram empregados no mesmo Starbucks, com o nome original, Blisse.

## História

### Blisse (2000 - 2002)
Com o nome de Blisse, a banda gravou um EP de seis faixas, em 2000. Com esse projeto, puderam juntar dinheiro suficiente para gravar seu primeiro álbum, When the World Is Wonderful, que foi lançado independente em 2001. Esse álbum contém canções que foram também lançadas no futuro álbum I Wish We All Could Win. Em 2002, lançaram um DVD de um concerto ao vivo, gravado em um clube local de Dallas, chamado The Door, ainda como Blisse.

### I Wish We All Could Win (2002 - 2006)
A banda fez a alteração no nome depois de ter descoberto que uma outra Blisse já existia. Se mantendo, então, como The Afters, continuaram a tocar nos clubes locais na área de Dallas. Foram eventualmente descobertos pela gravadora INO Records, e assinaram um contrato de quatro álbuns. Depois disso, o The Afters chegou aos ouvidos da Epic Records, que assinou um contrato com a banda garantindo uma grande promoção e distribuição. Seu primeiro álbum produzido por uma gravadora, I Wish We All Could Win, foi lançado no dia 22 de fevereiro de 2005. Seu primeiro compacto do álbum foi "Beautiful Love", escrita por Josh Havens sobre a época em que sua esposa estava fora do país prestando serviços humanitários. O vídeo musical da canção levou o The Afters ao prêmio "Streaming Woodie", do MTVu de 2005. E ainda mais, a canção se tornou trilha sonora do programa da MTV, 8th and Ocean, sobre a vida de modelos masculinos vivendo em Miami, Flórida. Ela também esteve presente na trilha sonora do filme Just My Luck (Sorte no Amor), em 2006.

### Never Going Back to OK (2006 - presente)
Os Afters estão atualmente sendo promovidos pela INO Records e pela Columbia Records. Em um tópico atualizado no sítio oficial da banda, informaram que estiveram no estúdio em agosto de 2006 para começar as gravações de seu segundo álbum, Never Going Back To OK. O álbum foi originalemnte agendando para ser lançado em 26 de dezembro de 2007, de acordo com um tópico em sua página no MySpace, mas acabou atrasando, e sendo lançado em 26 de fevereiro de 2008. O primeiro compacto do álbum, a faixa que deu o título do CD "Never Going Back to OK" foi premiado em 16 de Outubro de 2007, no Total Axxess. A canção chegou à lista da revista R&R em dezembro de 2007, e ao primeiro lugar no R&R CHR em março de 2008. Na primavera de 2008, a banda começou sua primeira turnê oficial, ao lado de Falling Up, Ruth, e Everyday Sunday.

## Integrantes
- Joshua Havens - vocal, guitarra
- Matt Fuqua - vocal, guitarra
- Brad Wigg - guitarra, baixo, vocal
- Marc Dodd - bateria

## Discografia

### Álbuns
- When the World Is Wonderful (2001) (sob nome Blisse)
- I Wish We All Could Win (2005)
- Never Going Back to OK (2008)
- Light Up the Sky  (2010)
- Life Is Beautiful (2013)

### Álbuns ao vivo
- Live @ the Door (2002) (sob nome Blisse; CD e DVD)

### EPs
- Never Going Back to OK (2008)